# Балард (Јута)
Балард (енгл. Ballard) град је у америчкој савезној држави Јута.

## Демографија
По попису из 2010. године број становника је 801, што је 235 (41,5%) становника више него 2000. године.
| Група             | 2000.       | 2010.       |
| Белци             | 534 (94,3%) | 712 (88,9%) |
| Афроамериканци    | 1 (0,2%)    | 1 (0,1%)    |
| Азијати           | 0 (0,0%)    | 4 (0,5%)    |
| Хиспаноамериканци | 8 (1,4%)    | 35 (4,4%)   |
| Укупно            | 566         | 801         |